# Liste der finnischen Botschafter in Deutschland
Liste der finnischen Botschafter in Deutschland. Päivi Maria Luostarinen wurde im Juni 2011 die erste Botschafterin ihres Landes in Deutschland.
Die Finnische Botschaft ist Teil der Nordischen Botschaften.

## Missionschefs
| Ernennung     | Name                        | Bemerkungen                                         | ernannt von             | akkreditiert bei der Regierung | Abberufung   |
| ------------- | --------------------------- | --------------------------------------------------- | ----------------------- | ------------------------------ | ------------ |
| Feb. 1918     | Edvard Hjelt                | außerordentlicher Gesandter und Minister            | Kaarlo Juho Ståhlberg   | Wilhelm II. (Deutsches Reich)  |              |
| 1919          | Juho Karle Jännes           | (* 1880; † 1964)                                    | Kaarlo Juho Ståhlberg   | Philipp Scheidemann            | 1920         |
| 1920          | Harri Gustaf Holma          | (* 1886; † 1954) Gesandter, ab 1921 Geschäftsträger | Kaarlo Juho Ståhlberg   | Gustav Bauer                   | 1927         |
| 1927          | Hugo Robert Wäinö Wuolijoki |                                                     | Lauri Kristian Relander | Wilhelm Marx                   |              |
| 1933          | Aarne Artur Wuorimaa        |                                                     | Pehr Evind Svinhufvud   | Adolf Hitler                   | 1940         |
| 13. März 1940 | Toivo Kivimäki              | Botschafter                                         | Risto Ryti              | Adolf Hitler                   | 2. Sep. 1944 |
| 1949          | Gunnar Palmroth             | Konsul                                              | Juho Kusti Paasikivi    | Konrad Adenauer                | 1950         |
| 1950          | Osmo Orkomies               | Konsul                                              | Juho Kusti Paasikivi    | Konrad Adenauer                | 1952         |
| 1952          | Olavi Munkki                | Generalkonsul                                       | Juho Kusti Paasikivi    | Konrad Adenauer                | 1957         |
| 1957          | Heikki Brotherus            | Generalkonsul                                       | Urho Kekkonen           | Konrad Adenauer                | 1959         |
| 1958          | Veli Helenius               | Generalkonsul                                       | Urho Kekkonen           | Konrad Adenauer                | 1961         |
| 1961          | Torsten Tikavaara           | Generalkonsul                                       | Urho Kekkonen           | Konrad Adenauer                | 1964         |
| 1964          | Kaarlo Mäkelä               | Generalkonsul                                       | Urho Kekkonen           | Ludwig Erhard                  | 1964         |
| 1968          | Martti Salomies             | Generalkonsul                                       | Urho Kekkonen           | Kurt Georg Kiesinger           | 1968         |
| 1970          | Yrjö Väänänen               | Generalkonsul                                       | Urho Kekkonen           | Willy Brandt                   | 1973         |
| 1973          | Yrjö Väänänen               |                                                     | Urho Kekkonen           | Willy Brandt                   | 1974         |
| 1974          | Björn-Olaf Alholm           |                                                     | Urho Kekkonen           | Helmut Schmidt                 | 1977         |
| 1977          | Pentti Talvitie             |                                                     | Urho Kekkonen           | Helmut Schmidt                 | 1979         |
| 1978          | Arvo Rytkönen               |                                                     | Urho Kekkonen           | Helmut Schmidt                 | 1980         |
| 1980          | Heikki Kalha                |                                                     | Urho Kekkonen           | Helmut Schmidt                 | 1985         |
| 1985          | Antti Karppinen             |                                                     | Mauno Koivisto          | Helmut Kohl                    | 1990         |
| 1990          | Kai Helenius                |                                                     | Mauno Koivisto          | Helmut Kohl                    | 1996         |
| 1996          | Arto Mansala                |                                                     | Martti Ahtisaari        | Helmut Kohl                    | 2001         |
| 2001          | Leif Fagernäs               |                                                     | Tarja Halonen           | Gerhard Schröder               | 2004         |
| 2004          | René Nyberg                 |                                                     | Tarja Halonen           | Gerhard Schröder               | 2008         |
| 1. Juni 2008  | Harry Helenius              |                                                     | Tarja Halonen           | Angela Merkel                  | 2011         |
| 1. Juni 2011  | Päivi Maria Luostarinen     | Botschafterin                                       | Tarja Halonen           | Angela Merkel                  | 2015         |
| 29. Sep. 2015 | Ritva Koukku-Ronde          | Botschafterin                                       | Sauli Niinistö          | Angela Merkel                  | 2019         |
| 11. Juni 2019 | Anne Marjanna Sipiläinen    | Botschafterin                                       | Sauli Niinistö          | Angela Merkel                  | 2023         |
| 27. Sep. 2023 | Kai Sauer                   | Botschafter                                         | Sauli Niinistö          | Olaf Scholz                    |              |